# Petite Ceinture du 15e
Petite Ceinture du 15e je veřejný park, který se nachází v Paříži v 15. obvodu. Park byl vybudován v roce 2013 v prostoru zrušené železniční tratě Petite Ceinture a jeho rozloha činí 3,5 ha.

## Historie
Linka Petite Ceinture byla postavena kolem Paříže v druhé polovině 19. století. Jižní část spojující Auteuil a Ivry-sur-Seine byla otevřena v roce 1867. Kvůli konkurenci metra byla většina linky uzavřena pro osobní dopravu v roce 1934. Nákladní doprava byla zrušena v 90. letech. Trať zůstala z větší části opuštěná.
Od konce 80. let bylo v Paříži několik opuštěných železničních tratí přestavěno na parky. Promenade plantée byla otevřena v roce 1988. Petite Ceinture du 16e sleduje bývalou trať na západě Paříže od roku 2007 v délce 1,2 km. V roce 2008 byla zpřístupněna část trati na Square Charles-Péguy. Od roku 2004 proběhly v prostoru Petite Ceinture i další úpravy (stezky, komunitní zahrady apod.).
V roce 2011 bylo rozhodnuto upravit část tratě Petite Ceinture na park. Práce začaly následujícího roku. Majitel tratě Réseau ferré de France ale požadoval, aby úpravy nebyly nezvratné. První část parku o délce 900 m mezi ulicemi Rue Olivier-de-Serres a Rue Desnouettes byla otevřena pro veřejnost 24. srpna 2013. Druhá část až na Place Balard byla zpřístupněna koncem září 2013. Trasa propojuje parky André-Citroën na západě a Georges-Brassens na východě.

## Charakteristika
Park vede po železniční trase, která byla mnoho let nevyužívána. Jedná se o liniový park o délce 1,3 km s celkovou plochou 3,5 ha. Leží na jihozápadě 15. obvodu podél maršálských bulvárů. Spojuje Place Balard na západě s ulicí Rue Olivier-de-Serres na východě.
Park vede podél několika obytných zón a přes řadu mostů: na Place Balard, v ulicích Rue Lecourbe, Rue Desnouettes, Rue du Hameau a Rue de Vaugirard. Promenáda končí těsně před tunelem pod ulicí Rue Olivier-de-Serres, který ještě není otevřen pro pěší.
Byly zachovány odkazy na minulost železniční trasy: jižní dráha je ponechána ve stavu vhodném pro příležitostný průjezd vlaku, severní trasa je přeměněna na stezku pro chodce, ale bez stavebních úprav. V parku jsou umístěny naučné panely, které představují faunu a flóru.